# 美郷町立仙南東小学校
美郷町立仙南東小学校（みさとちょうりつ せんなんひがししょうがっこう）は、秋田県美郷町飯詰字下鶴田にあった公立小学校。通称は「東小」（ひがししょう）。

## 沿革

### 飯詰村時代
- 1875年（明治8年）11月16日 - 飯詰学校創立
- 1882年（明治15年）4月 - 飯詰村南中島に2階建て校舎新築
- 1882年8月1日 - 佐野村に佐野尋常小学校設立
- 1907年（明治40年）4月1日 - 飯詰尋常小学校と称し高等科を併設
- 1916年（大正5年）5月1日 - 飯詰・佐野両小学校を統合し、飯詰尋常小学校を創立
- 1941年（昭和16年）4月1日 - 飯詰国民学校と改称
- 1947年（昭和22年）4月1日 - 飯詰村立飯詰小学校と改称

### 仙南村時代
- 1956年（昭和31年）9月30日 - 町村合併に伴い仙南村立仙南東小学校と改称
- 1975年（昭和50年）9月10日 - 創立100周年記念式典。記念誌発行。校旗樹立
- 1978年（昭和53年）10月26日 - 「学校給食指導優秀校」として文部大臣表彰を受賞
- 1980年（昭和55年）11月18日 - 「学校保健調査統計優秀校」として文部大臣表彰を受賞
- 1995年（平成7年）9月15日 - 創立120周年記念式典挙行、記念事業として松2本を植樹
- 1999年（平成11年） 1月 3日 - 「欽ちゃんの第56回全日本仮装大賞」に6年生48名出場。準優勝を果たす。「36番『ハト』団扇を使って雪国のお正月の朝の鳩を表現した。20点[注釈 1]」
- 2000年（平成12年） 1月 2日 - 「欽ちゃんの第59回全日本仮装大賞」「35番『もうすぐ春』17点」
- 2001年（平成13年） 1月 3日 - 「欽ちゃんの第62回全日本仮装大賞」「31番 『雄物川の春』 17点」
- 2002年（平成14年） 1月 - 「欽ちゃん&香取慎吾の第65回全日本仮装大賞」[注釈 2]に挑むが、予選で敗退。
- 2003年（平成15年） 3月31日 - 「欽ちゃん&香取慎吾の第69回全日本仮装大賞」に5年生35名出場。「16番 『巌流島の決闘』傘を使い巌流島での決闘時の島のウミネコを表現した（武蔵と小次郎の出演はない）。15点」

### 美郷町時代
- 2004年（平成16年）11月 1日 - 町村合併により美郷町立仙南東小学校と改称
- 2005年（平成17年）10月7日 - 創立130周年記念式典を挙行、記念誌発行
- 2013年（平成25年）2月17日 - 閉校記念式典を挙行、記念誌発行
- 2013年3月31日 - 仙南地区3小学校の統合にともない閉校。統合校は美郷町立仙南小学校。校舎は同年3月に統合のため閉校した美郷町立仙南中学校校舎を使用
- 2017年（平成25年）4月1日 - 旧仙南東小学校跡地に美郷町宿泊交流館ワクアスがオープン[1]。

## 著名出身者
- 藤井黎來 (プロ野球選手)